# Herwig Haidinger
Herwig Haidinger (* 24. Jänner 1954 in Linz) war hochrangiger österreichischer Polizeibeamter. Haidinger war von 2002 bis 2008 Direktor des österreichischen Bundeskriminalamts. Bereits als Projektleiter war er ab 2000 für den Aufbau des Bundeskriminalamts verantwortlich, das 2002 geschaffen wurde.

## Karriere
Haidinger entstammt einer Linzer Arbeiterfamilie. Nach der Hauptschule begann er eine Lehre als Kfz-Lehrling. Nach dem Lehrabschluss diente er als UN-Soldat auf den Golanhöhen – diese Zeit im Auslandseinsatz bezeichnete er als „Schule fürs Leben“, da er dort „viel über Menschen erfahren habe“. Danach ging er zur Polizei, wo er neben dem Dienst als Kriminalbeamter die Matura am Bundesgymnasium für Berufstätige nachholte und Rechtswissenschaften an der Johannes Kepler Universität Linz studierte. Haidinger war von 1989 bis 1992 Jurist im Strafamt der Linzer Polizei, danach Leiter des Bundesasylamts in Oberösterreich, Leiter der Abteilung Staats-, Personen- und Objektschutz der Sicherheitsdirektion Oberösterreich. 2002 war er stellvertretender Generaldirektor für die öffentliche Sicherheit; im August desselben Jahre wurde er von Innenminister Ernst Strasser zum Direktor des Bundeskriminalamtes (BK) ernannt.

## Konflikt
Am 3. Februar 2008 wurde er von seinem Amt als Direktor des BK abberufen. Danach erhob er gegen Beamte des Innenministeriums - darunter Philipp Ita - und Politiker den Vorwurf, Ermittlungen nach parteilichen Interessen beeinflusst zu haben. Er sei abgelöst worden, „weil ich mich nicht korrumpieren ließ“, sagte der Kriminalist in einem APA-Gespräch. In seinen Vorwürfen bezog er sich auf versuchte politische Einflussnahme im Rahmen der Ermittlungen zur BAWAG-Affäre und ebenso auf Ermittlungspannen bei der Suche nach der entführten Natascha Kampusch.
Am 4. November 2008 wurde er vorläufig von seinem Dienst in der Sicherheitsakademie suspendiert. Als Begründung gab Innenministerin Maria Fekter das „fortgesetzte und nachhaltige Verletzen von Dienstpflichten“ sowie „fortgesetzt massiv vertrauensschädigendes Verhalten“ an. Unmittelbar vor der Suspendierung wurde im Nachrichtenmagazin Profil ein Interview Haidingers veröffentlicht, in dem er schwere Vorwürfe gegen das Innenministerium erhob. Er erklärte, in einem Brief an die Innenministerin die gröbsten Fehler der Polizeireform aufgelistet zu haben. Zur Antwort sei er bedroht worden, wenn er nicht den Mund halte, werde weiter gegen ihn vorgegangen werden. Des Weiteren meinte er, das Bundeskriminalamt sei zu einer „Außenstelle der ÖVP“ verkommen.
Ein durch Haidinger angestrengter Prozess gegen die ÖVP, die ihn in einer Aussendung als Garant für Lügen bezeichnet haben soll, scheiterte im Jänner 2009 daran, dass er als Beamter nicht von seiner Verschwiegenheitspflicht befreit wurde. Im September 2009 wurde die ÖVP schließlich, nicht rechtskräftig, vor dem Wiener Straflandesgericht nach § 6 Mediengesetz wegen übler Nachrede verurteilt. Die Richterin stellte fest, dass das umfangreiche Beweisverfahren „keine Anhaltspunkte ergeben, dass Haidinger gelogen, die Unwahrheit gesagt oder vernadert hätte“.
Die zuständige Disziplinarkommission im Innenministerium hob mit dem 5. Februar 2009 Haidingers Suspendierung auf und stellte das gegen ihn geführte Disziplinarverfahren in fünf von elf Punkten ein.
Ebenfalls im Februar 2009 stellte die Staatsanwaltschaft Wien ihre Verfahren gegen den früheren Kabinettschef im Innenministerium ein, die sich zumindest teilweise auf Haidingers Vorwürfe stützten. Teilweise [sei] die Beweislage mehr als dürftig [gewesen], teilweise […] die Vorwürfe klar widerlegt [worden].

## Auszeichnungen
2001 erhielt er einen Big Brother Award als großer Verfechter von Überwachungstechnologie und -schnittstellen.